# No tocarte
«No tocarte» es una canción del grupo de pop-rock español Radio Futura, incluido en su álbum de estudio De un país en llamas.

## Descripción
Primer sencillo extraído del álbum, se trata de una de las canciones de mayor éxito del grupo, incluida posteriormente en el repertorio de sus conciertos. En el tema se han encontrado influencias Punk y en palabras del propio grupo, se trataría de un pasodoble al que le dieron la vuelta.
En la cara B del sencillo se incluyó el tema Las líneas de la mano.
El tema está incluido en el álbum en directo del grupo Escueladecalor. El directo de Radio Futura (1988).

## Versiones
La canción fue interpretada por la banda junto a Miguel Ríos en el programa de Televisión española ¡Qué noche la de aquel año! (1987). Esta grabación se incluiría ese mismo año en el álbum homónimo de Ríos.
Posteriormente, el tema fue versionado por Pereza para el álbum homenaje a Radio Futura Arde la calle, publicado en 2004.
El grupo de Móstoles Sobrinus también realizó una versión en su EP Souvenir de 1997, un disco especial que venía incluido con Zapin y que incluía cuatro canciones en directo grabadas en Radio 3.